# Astragalus austrosachalinensis
Astragalus austrosachalinensis är en ärtväxtart som beskrevs av N.S. Pavlova. Astragalus austrosachalinensis ingår i släktet vedlar, och familjen ärtväxter. Inga underarter finns listade i Catalogue of Life.